# اولاگاندووا
اولاگاندووا (به لاتین: Olaganduwa) یک منطقهٔ مسکونی در سری‌لانکا است که در استان جنوبی (سری‌لانکا) واقع شده‌است.